# 大象露西
大象露西（英語：Lucy the Elephant）是一座六層高的大象外形的新穎建築，用木材和錫板構成，由詹姆斯·V·拉夫爾提在1881年於美國新澤西州的大西洋城以南約5英里（8公里）的馬蓋特城上建成的。露西最初被命名為「大象雜貨店」（Elephant Bazaar），其宗旨是促進房地產銷售並吸引遊客。今天，露西是美國現存最古老的路邊旅遊景點。

## 歷史

### 1881年-1899年

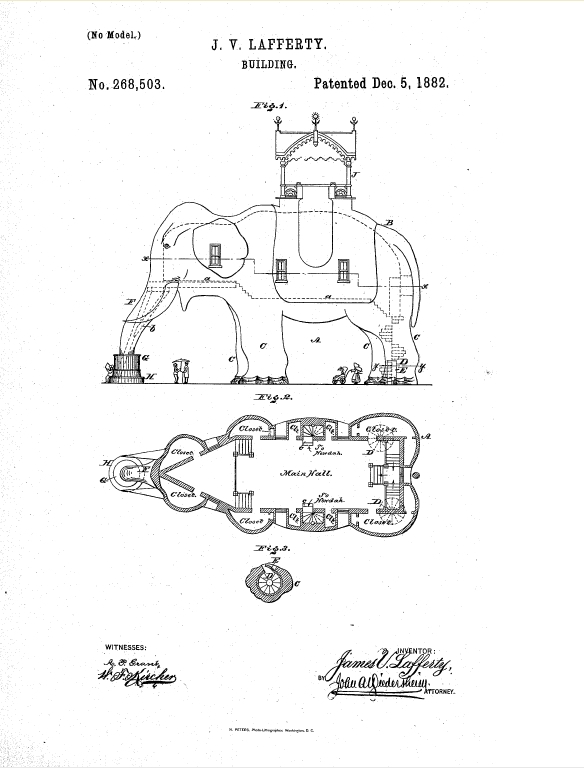

1881年，美國專利局授予詹姆斯·V·拉夫爾提一個專利權，給他在17年期間製造、使用或出售動物外形的建築物。拉夫爾提在現稱為馬蓋特城的南大西洋城中資助了的第一座大象外形建築的設計和建造。他聘請費城建築師William Free進行設計。露西是以拿姆貝理馬戲團的一隻著名大象「大象金寶」而塑造出來的，建造費用為25,000至38,000美元。
最初名為「大象雜貨店」（Elephant Bazaar），建築高65英尺（19.7米）、長60英尺（18.3米）、寬18英尺（5.5米）和重約90噸。它被列為美國第11高的雕像。用了近100萬件木材，以及需要200小桶的釘子、4噸的螺栓和鐵條來建造露西；12,000平方英尺的錫覆蓋著外部。整個結構有22個窗戶。

#### 早期使用和出售
最初，拉夫爾提帶著潛在的房地產顧客從露西的象轎上觀看土地。象轎提供了馬蓋特城、大西洋城天際線、海灘和大西洋的獨特景緻，並為現代遊客在參觀期間提供作觀景台。
該建築於1887年賣給了費城的Anton Gertzen，保留在他的家族中直到1970年為止。據報導，Anton的媳婦Sophia Gertzen於1902年給該建築稱為「大象露西」。露西的頭部外形是有亞洲象和雄性大象有長牙的特徵。最初，這頭大象被認為是雄性，但最後一般都認為是雌性。

### 1900年-1999年

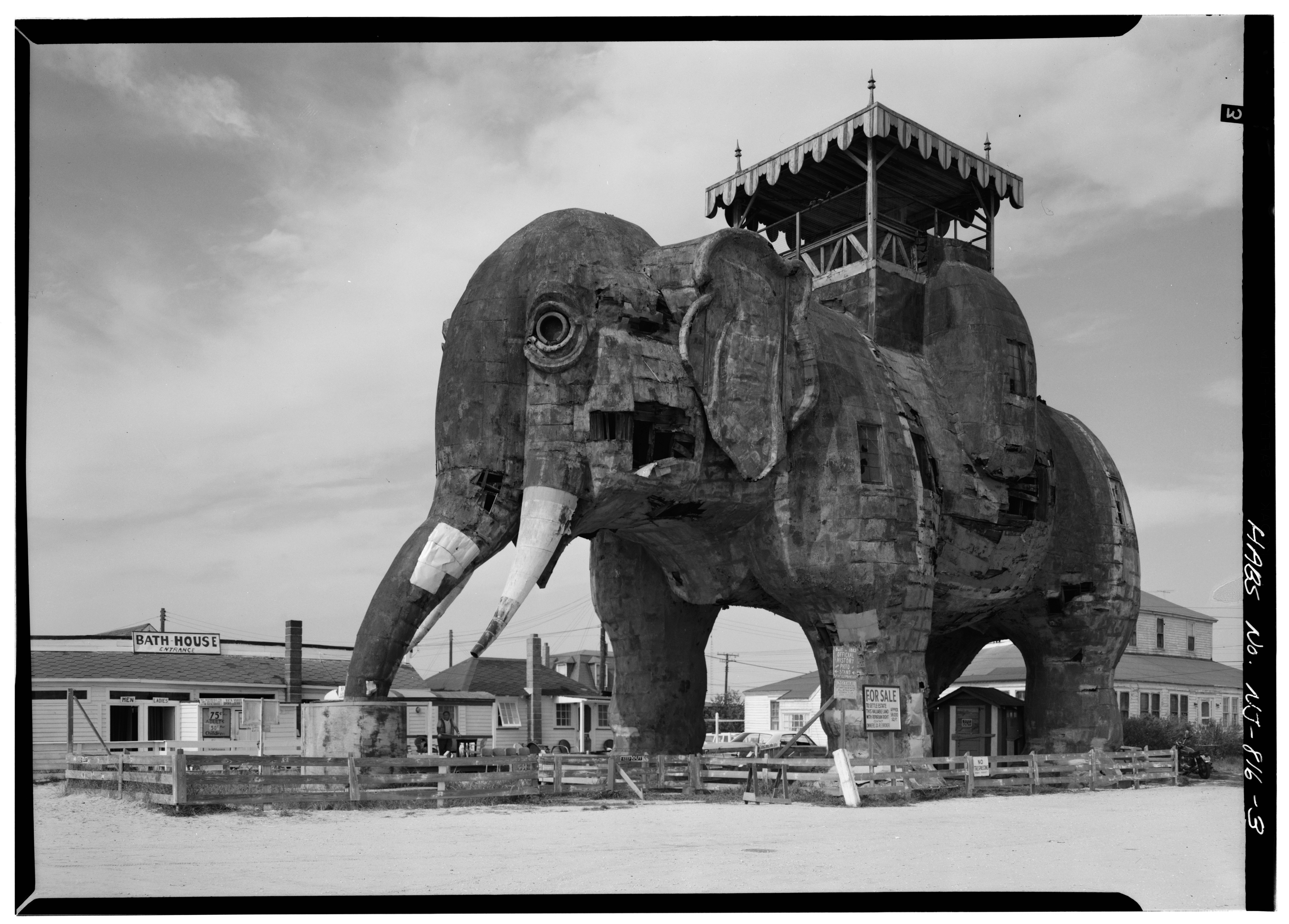
大約1960年代，破損的大象露西

到20世紀上半葉，露西被當作餐廳、商務辦公室、小屋和酒館（最後因為禁酒令而關閉）。這座建築物在許多紀念品明信片上有被描繪，通常被稱為「大西洋城的大象酒店」。（實際的酒店位於附近的建築物，而不是在大象裡面。）
到1960年代，露西已經破損失修，原定要被拆除。1969年，Edwin T. Carpenter和一群馬蓋特的市民組成了馬蓋特市政協會，後來成為Josephine Harron和Sylvia Carpenter接管的「拯救露西委員會」（Save Lucy Committee）。他們有30天的期限來搬遷這建築物或支付拆除費用。後來有各種各樣的籌款活動，最成功的是志願者挨門挨戶地勸募，籌集資金。
1970年7月20日，露西搬到西南偏西約100碼處的一個城市持有的地皮，並進行徹底翻新。花了大約七個小時把露西搬到新地點，但對遊客保持關閉，直到1974年結構維修和升級完成為止。該建築物的原始木製框架用新鋼支撐，而磨損的象轎被複製品取代。固定在象轎平台上的綠色玻璃塞將光線折射到露西的室內。
1976年，露西在美國建國二百周年紀念活動中被指定為美國國家歷史名勝。

### 2000年-現在

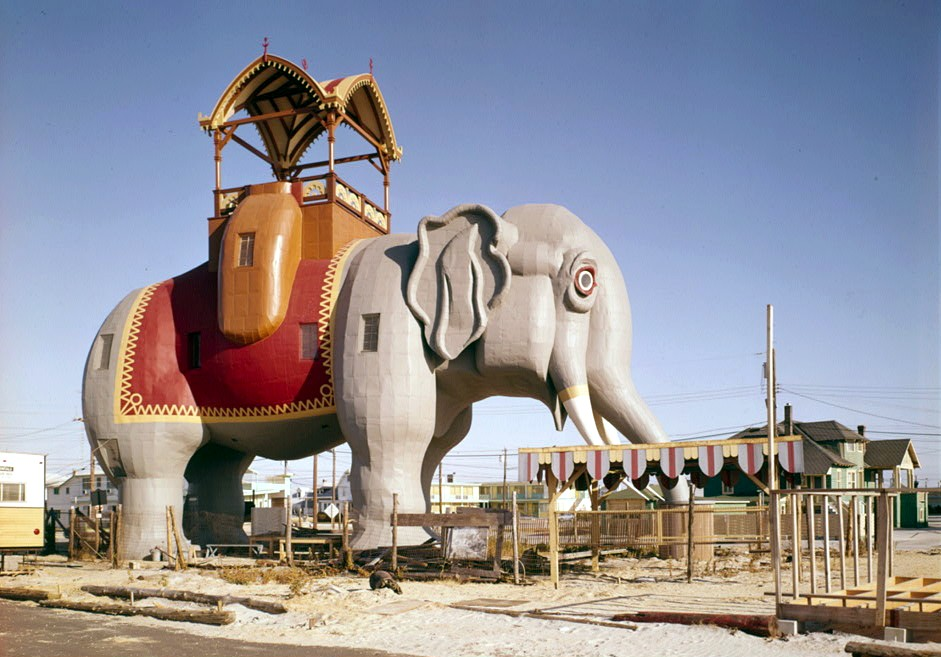
遺產文獻計劃相片

每年的7月20日，這座建築的生日都會舉辦兒童遊戲和用好多喇叭吹奏聲來慶祝。
2006年，露西被閃電擊中，象牙的尖端變黑。2012年10月，颶風桑迪在馬蓋特附近登陸。露西仍然毫髮無損，不過大浪湧到了建築物的腳趾，而且停車場的一個小攤位也被風刮走了。
2020年2月27日，宣布將允許於2020年3月17日、18日和19日在露西過夜。這使露西成為Airbnb上唯一的美國國家歷史名勝。

## 流行文化

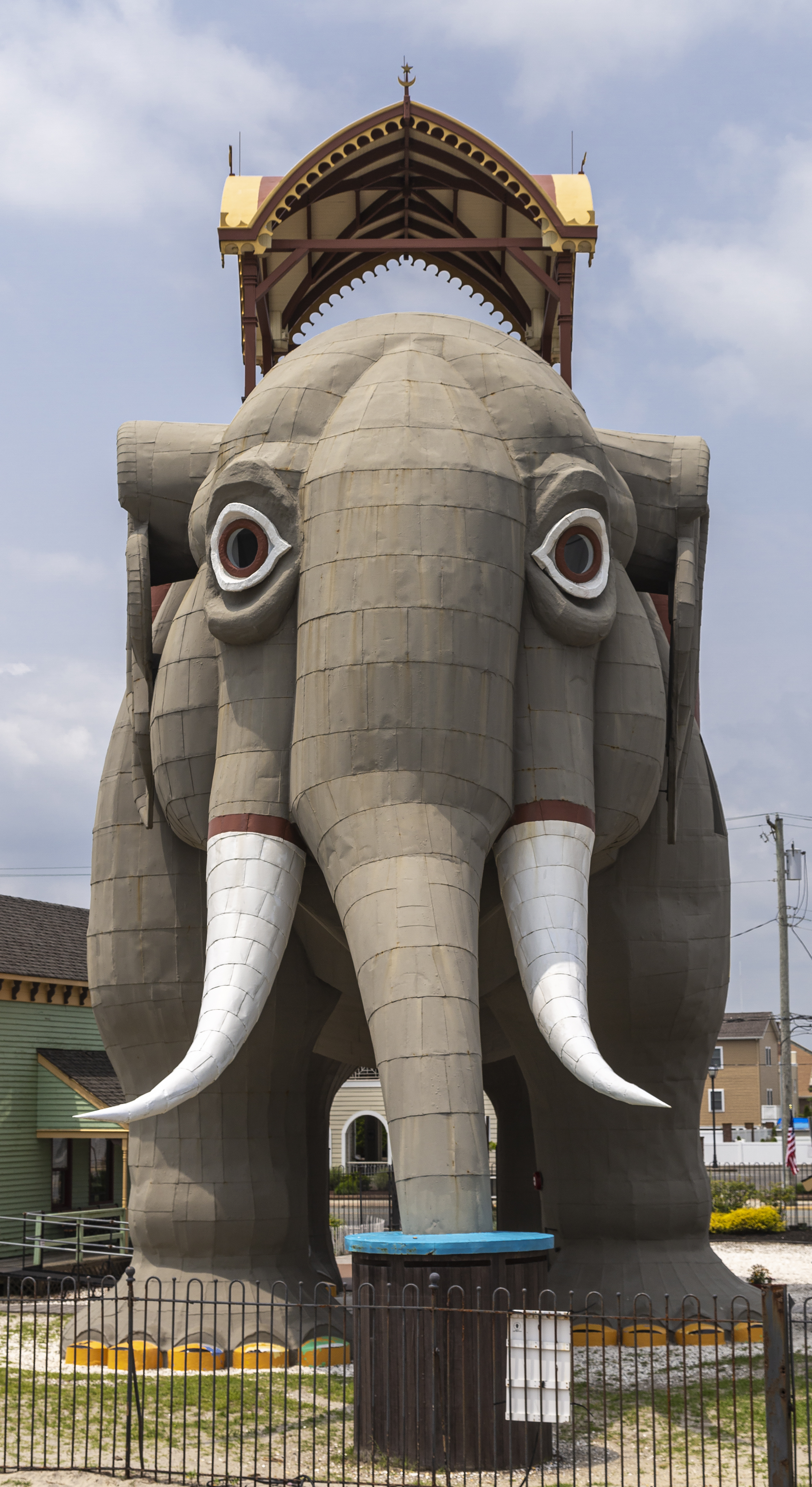
2019年的大象露西

- 1972年，大象露西出現在電影《The King of Marvin Gardens（英语：The King of Marvin Gardens）》。
- 1980年，電影《老賊出更》的片頭可以短暫看到大象露西。
- 1983年，大象露西出現在電影《National Lampoon's Vacation（英语：National Lampoon's Vacation）》片頭字幕的一張明信片上。
- 1986年，大象露西出現在《Mister Rogers' Neighborhood（英语：Mister Rogers' Neighborhood）》的一集中，弗雷德·羅傑斯在當中短途參觀大象露西。
- 巴黎大象雅爾丹（Jardin the Paris Elephant）是一座真實大小的大象建築，靈感來自「大象巨人（英语：Elephantine Colossus）」（露西的巨大版本，由拉夫爾提於1885年在康尼島建成的），它出現在2001年的電影《情陷紅磨坊》中當作妮歌·潔曼角色的閨房。
- 在電視劇《酒私風雲》2011年的一集中，尼爾森·范奧登提及到「一間大象外形的酒店」。第二季單集「Gimcrack & Bunkum」中也短暫看到大象露西。
- 大象露西出現在2012年書籍《Stay Close》，作者是哈蘭·科本。（ISBN 1101561173）
- 2014年6月14日，旅遊頻道的《Monumental Mysteries（英语：Mysteries at the Monument）》的一集中有出現大象露西。
- 2015年，大象露西出現在電影《親子樂膠遊》的片頭字幕中，與1983年的原裝電影《National Lampoon's Vacation（英语：National Lampoon's Vacation）》相似。

## 外部連結
- Lucy the Elephant （页面存档备份，存于） - Official website
- Roadside America （页面存档备份，存于）
- HD Video taken 07 Aug 2009 （页面存档备份，存于）
- IMDB: Mr. Rogers' Neighborhood episode #1570 (1986)
- Weird NJ Visits Lucy the Elephant (2007) （页面存档备份，存于）
- "House Built Like Elephant Contains Six Rooms", December 1932, Popular Mechanics
- 美国历史建筑调查（HABS） No. NJ-816, "Margate Elephant, Atlantic Avenue & Decatur Street, Margate City, Atlantic County, NJ"